# Apanteles gerontogeae
Apanteles gerontogeae är en stekelart som först beskrevs av Donaldson 1991.  Apanteles gerontogeae ingår i släktet Apanteles och familjen bracksteklar. Inga underarter finns listade i Catalogue of Life.